# Conus boucheti
Conus boucheti é uma espécie de gastrópode do gênero Conus, pertencente à família Conidae.